# 圆囊薹草
圆囊薹草（学名：Carex orbicularis）是莎草科薹草属的植物。分布于印度西北部、巴基斯坦、俄罗斯、西亚和中亚地区以及中国大陆的甘肃、青海、新疆、西藏等地，生长于海拔2,800米至4,600米的地区，多生长在河漫滩、湖边盐生草甸以及沼泽草甸，目前尚未由人工引种栽培。